# Carlotta Cambi
Carlotta Cambi (San Miniato, 28 maggio 1996) è una pallavolista italiana, palleggiatrice dell'AGIL.

## Biografia
Nata a San Miniato, è cresciuta a Montopoli in Val d'Arno. 

## Carriera

### Club
La carriera di Carlotta Cambi inizia nel 2011 quando entra a far parte del Volleyrò, militando prima nel campionato di Serie C e poi, dalla stagione 2012-13 in quello di Serie B1: resta legata al club di Roma per un totale di tre stagioni, prima di passare per la stagione 2014-15 alla Piacentina, neopromossa in Serie A2.
Esordisce in Serie A1 nell'annata 2015-16 vestendo la maglia del Casalmaggiore: con il club lombardo vince la Supercoppa italiana e la Champions League. Nella stagione successiva viene acquistata dall'AGIL di Novara, con cui si aggiudica lo scudetto.
Per il campionato 2017-18 gioca per il Pesaro, in quello 2018-19 per il Bergamo, in quello 2019-20 per il Cuneo Granda e, nell'annata 2020-2021, per il San Casciano. Durante il corso della stagione 2022-23, risolve il contratto con il club toscano, per ritornare all'AGIL; nell'annata successiva viene ingaggiata dal Pinerolo, dove resta per due annate, per poi difendere nuovamente i colori dell'AGIL, sempre in Serie A1, per la stagione 2025-26.

### Nazionale
Negli anni al Volleyrò fa parte delle nazionali giovanili italiane, vincendo, con quella under 18 la medaglia d'argento al campionato europeo 2013; con la nazionale under 20 si aggiudica il bronzo al campionato mondiale 2015.
Viene quindi convocata in nazionale maggiore a partire dal 2016, con cui conquista la medaglia d'argento al campionato mondiale 2018 e la medaglia d'argento alla XXX Universiade. Nel 2024 mette al collo l'oro alla Volleyball Nations League e ai Giochi della XXXIII Olimpiade di Parigi, mentre nel 2025 bissa il successo in Volleyball Nations League.

## Palmarès

### Club
- Campionato italiano: 1

2016-17
- Supercoppa italiana: 1

2015
- CEV Champions League: 1

2015-16

### Nazionale (competizioni minori)
- Torneo 8 Nazioni under 18 2012
- Campionato europeo under 18 2013
- Campionato mondiale under 20 2015
- Montreux Volley Masters 2018
- Montreux Volley Masters 2019
- Universiade 2019